# A. H. Weiler
Abraham H. Weiler, conocido como A. H. Weiler (Imperio ruso, 10 de diciembre de 1908-Astoria, 22 de enero de 2002), fue un periodista y crítico de cine estadounidense, que colaboró durante mucho tiempo con crónicas y reseñas en el diario The New York Times. Se desempeñó durante un tiempo como presidente de la New York Film Critics Association.

## Biografía
Weiler nació el 10 de diciembre de 1908 en el Imperio ruso, en el seno de una familia judía que pronto emigró a los Estados Unidos y se instaló en Nueva York. Creció en el barrio Lower East Side de Manhattan. Quería ser médico en su juventud, pero cambió de opinión cuando se enteró de que, siendo judío, podría tener problemas para ser admitido en una escuela de medicina en los Estados Unidos. En los últimos años de su vida, estuvo encantado cuando un amigo suyo, el novelista Richard Condon, comenzó a incluir regularmente un personaje llamado Dr. Weiler en sus libros.
Weiler decidió asistir al City College de Nueva York y fue contratado en 1927 como archivista en The New York Times, donde más tarde inició una carrera como periodista en la sección de cultura, trabajando durante un tiempo bajo la supervisión de Joseph G. Herzberg, el primer editor de noticias culturales del periódico. Fue crítico de cine en periódicos durante más de 50 años, publicando crónicas y reseñas que en ocasiones firmaba con las iniciales «A. W.». Escribió una columna dominical sobre películas y cineastas durante varios años y se desempeñó durante un tiempo como presidente de la New York Film Critics Association  («Asociación de Críticos de Cine de Nueva York»). Se retiró en 1979.
Weiler murió el 22 de enero de 2002, a la edad de 93 años, en su casa en Astoria, Nueva York.